# Анастас Янков
Анастас Янков Динков, наричан Македонския Гарибалди и Янко паша, е български опълченец, офицер (полковник) и революционер, виден войвода на Върховния македоно-одрински комитет.

## Биография
Анастас Янков е роден в голямото будно българско костурско село Загоричани, днес Василиада, Гърция. Брат е на българския общественик Яков Янков и на Натанаил Янков. Анастас Янков учи в родното си село, а по-късно в българско училище в Цариград, което завършва с отличен успех през 1875 година. Вкаран е в затвор, но бяга в Одеса.
Участва като доброволец в сръбската армия в Сръбско-турската война (1876), в която е награден със сръбски орден и е повишен в чин младши унтерофицер след битката при Гредетин. През Руско-турската война (1877 – 1878) на 18 април 1877 г. постъпва на военна служба като доброволец в V дружина на Българското опълчение. Произведен е във военно звание унтерофицер. Сражава при Шипка и Шейново, където е ранен и получава за проявена храброст „Георгиевски кръст“.
След войната се установява в новосъздаденото Княжество България, в 1880 година завършва Военното училище, на 30 август е произведен в чин подпоручик, а на 9 септември 1885 г. в чин поручик и служи като поручик в IX Берковска дружина. Взима участие като офицер в Сръбско-българската война (1885). Бие се при Цариброд и Пирот, като за проявена храброст е удостоен с орден „За храброст“ IV степен. На 24 март 1886 г. е произведен в чин капитан, на 2 август 1890 в чин майор. През 1896 година е произведен в чин подполковник и служи последователно като командир на 19-и пехотен шуменски полк, 21-ви пехотен средногорски полк, а накрая и като ротен командир в Добрич. По-късно същата година напуска военната си служба и влиза в редовете на Върховния македоно-одрински комитет. Прави обиколка в Македония, за да събира сведения за готовността за вдигане на въстание там. Пътуването му е отразено във вестник „Балкански новини“:
| „ | Неговото пътешествие беше триумфално шествие по всички македонски центрове, българското население се стичаше на тълпи да види българския воин. | “ |

В 1899 година подполковник Янков командва Стрелковото дружество във Варна, създадено със съдействието на офицери от Осми пехотен приморски полк. Създадени са 4 стрелкови чети, като до октомври 1901 година дружеството има 972 члена. То дава военна подготовка на членовете си в неделите и други празнични дни.
По време на военната си кариера служи и в Министерството на войната. На 14 февруари 1901 година е произведен в чин полковник и уволнен от служба.

### Поход към Костурско и Горноджумайско въстание
В 1902 година, в навечерието на Горноджумайското въстание излиза в редовен полагаем отпуск, а след изтичането му подава заявление за излизане в запас и участва във въстанието. Още през юни 1902 година отрядът му, в който заместник-войвода е подофицер Петър Гайков, пресича границата и се отправя към Леринско и родното му Костурско. От Пирин Янков пише укорително на княз Фердинанд:
| „ | Моето ходение по тези места е триумф за българското население. Аз пътувам във военна форма. Почти всички от честните унтерофицери из България са с форма облечени и с ордени накичени. Хората са толкова въодушевени, щото една моя заповед е достатъчна да пламне Македония и пламъкът да обхване целия Балкански полуостров... Може да спрем движението, само ако се уверим, че Българският господар обича Македония, а тази обич може на първо време да се покаже, като ни се помогне и като се спре гонението на комитета и като се освободят конфискуваните пушки. Аз Ви говорих, че Ваше Царско Височество и Военният министър можете много да направите с македонското дело, но Вие се подведохте подир предателите министри и ще дойдат работите, както при Съединението със злощастния Батенберг... | “ |

Походът на Анастас Янков създава големи проблеми на конкурентната революционна организация ВМОРО, която трудно успява да парира опитите му да вдигне въстание. Поради това Янков се свързва с Коте Христов, с когото подготвя атентат в Лерин, но плановете им са осуетени дори от местните гъркомани и лично от Герман Каравангелис. Според дееца на ВМОРО Ангел Динев в Костурско Янков е подпомогнат от Петър Погончев, Лазар Бицанов, Коте Христов и Христо Силянов. През октомври 1902 година Анастас Янков и Коте Христов се насочват към Костур, с планове да атакуват града. Край Бобища четите им са разкрити в началото на ноември от османски части и в завързалото се сражение дават много жертви. След това Анастас Янков бяга през Гърция в България.

### Илинденско въстание
През Илинденското въстание е начело на чета от 400 души, която действа в Пирин, влиза в щаба на въстанието в Разлог и командва нападението на Белица. Тогава негов четник е и Крум Петишев.
На 1 март 1905 година серският гръцки консул Атанасиос Стурнарас докладва в Атина, че Янков минава границата към Македония, начело на четите на Давидко Милчев, Юрдан Стоянов и Георги Янакиев.
Полковник Янков загива в сражение с турски войски на път за България при махалата Полена на село Влахи през април 1906 година.
Върховисткият деец Михаил Думбалаков пише за него:
| „ | По едно рядко съчетание в тоя суров и дисциплиниран войник се бе настанил благият и добродушен характер на една душа, чиято простота и безизкуственост се простираше до трогателна наивност, примесена със сляпата вяра в тържеството на правдата... | “ |

Георги Константинов Бистрицки пише за него:
| „ | Полковник Янков от село Загоричани, идеален патриот и душата на роба, напуснал любимия си поробен роден край на 1902 г., за да помага на брата-роба другаде – където нуждата от него бе необходима и по-голяма, трагично загина от предателство и без да види свободата на угнетената родина, за която той посвети и младост, и сили, и здраве, и имот – целия си мъченически живот. | “ |

Полковник Янков е женен за Мария Атанасова Попгеоргиева – Футекова, сестра на Райна Княгиня, и е баща на дееца на БКП Коста Янков.

## Военни звания
- Унтерофицер
- Подпоручик (30 август 1880)
- Поручик (9 септември 1885)
- Капитан (24 март 1886)
- Майор (2 август 1890)
- Подполковник (1896)
- Полковник (14 февруари 1901)

## Родословие
|  |  |  |  |  |  |  |  |  |  |  |  |              |              |              |              |              |              |  |  |              |              |              |              |              |              |  |  | Янко Динков Янков           | Янко Динков Янков           | Янко Динков Янков           | Янко Динков Янков           | Янко Динков Янков           | Янко Динков Янков           |  |  | Екатерина Янкова          | Екатерина Янкова          | Екатерина Янкова          | Екатерина Янкова          | Екатерина Янкова          | Екатерина Янкова          |  |  |                              |                              |                              |                              |                              |                              |  |  |                           |                           |                           |                           |                           |                           |  |  |  |  |  |  |  |  |  |  |  |  |
|  |  |  |  |  |  |  |  |  |  |  |  |              |              |              |              |              |              |  |  |              |              |              |              |              |              |  |  | Янко Динков Янков           | Янко Динков Янков           | Янко Динков Янков           | Янко Динков Янков           | Янко Динков Янков           | Янко Динков Янков           |  |  | Екатерина Янкова          | Екатерина Янкова          | Екатерина Янкова          | Екатерина Янкова          | Екатерина Янкова          | Екатерина Янкова          |  |  |                              |                              |                              |                              |                              |                              |  |  |                           |                           |                           |                           |                           |                           |  |  |  |  |  |  |  |  |  |  |  |  |
|  |  |  |  |  |  |  |  |  |  |  |  |              |              |              |              |              |              |  |  |              |              |              |              |              |              |  |  |                             |                             |                             |                             |                             |                             |  |  |                           |                           |                           |                           |                           |                           |  |  |                              |                              |                              |                              |                              |                              |  |  |                           |                           |                           |                           |                           |                           |  |  |  |  |  |  |  |  |  |  |  |  |
|  |  |  |  |  |  |  |  |  |  |  |  |              |              |              |              |              |              |  |  |              |              |              |              |              |              |  |  |                             |                             |                             |                             |                             |                             |  |  |                           |                           |                           |                           |                           |                           |  |  |                              |                              |                              |                              |                              |                              |  |  |                           |                           |                           |                           |                           |                           |  |  |  |  |  |  |  |  |  |  |  |  |
|  |  |  |  |  |  |  |  |  |  |  |  | Данаил Янков | Данаил Янков | Данаил Янков | Данаил Янков | Данаил Янков | Данаил Янков |  |  | Мария Янкова | Мария Янкова | Мария Янкова | Мария Янкова | Мария Янкова | Мария Янкова |  |  | Анастас Янков (1857 – 1906) | Анастас Янков (1857 – 1906) | Анастас Янков (1857 – 1906) | Анастас Янков (1857 – 1906) | Анастас Янков (1857 – 1906) | Анастас Янков (1857 – 1906) |  |  | Мария Футекова            | Мария Футекова            | Мария Футекова            | Мария Футекова            | Мария Футекова            | Мария Футекова            |  |  | Яков Янков (1860 – 1943)     | Яков Янков (1860 – 1943)     | Яков Янков (1860 – 1943)     | Яков Янков (1860 – 1943)     | Яков Янков (1860 – 1943)     | Яков Янков (1860 – 1943)     |  |  | Натанаил Янков (1865 – ?) | Натанаил Янков (1865 – ?) | Натанаил Янков (1865 – ?) | Натанаил Янков (1865 – ?) | Натанаил Янков (1865 – ?) | Натанаил Янков (1865 – ?) |  |  |  |  |  |  |  |  |  |  |  |  |
|  |  |  |  |  |  |  |  |  |  |  |  | Данаил Янков | Данаил Янков | Данаил Янков | Данаил Янков | Данаил Янков | Данаил Янков |  |  | Мария Янкова | Мария Янкова | Мария Янкова | Мария Янкова | Мария Янкова | Мария Янкова |  |  | Анастас Янков (1857 – 1906) | Анастас Янков (1857 – 1906) | Анастас Янков (1857 – 1906) | Анастас Янков (1857 – 1906) | Анастас Янков (1857 – 1906) | Анастас Янков (1857 – 1906) |  |  | Мария Футекова            | Мария Футекова            | Мария Футекова            | Мария Футекова            | Мария Футекова            | Мария Футекова            |  |  | Яков Янков (1860 – 1943)     | Яков Янков (1860 – 1943)     | Яков Янков (1860 – 1943)     | Яков Янков (1860 – 1943)     | Яков Янков (1860 – 1943)     | Яков Янков (1860 – 1943)     |  |  | Натанаил Янков (1865 – ?) | Натанаил Янков (1865 – ?) | Натанаил Янков (1865 – ?) | Натанаил Янков (1865 – ?) | Натанаил Янков (1865 – ?) | Натанаил Янков (1865 – ?) |  |  |  |  |  |  |  |  |  |  |  |  |
|  |  |  |  |  |  |  |  |  |  |  |  |              |              |              |              |              |              |  |  |              |              |              |              |              |              |  |  |                             |                             |                             |                             |                             |                             |  |  |                           |                           |                           |                           |                           |                           |  |  |                              |                              |                              |                              |                              |                              |  |  |                           |                           |                           |                           |                           |                           |  |  |  |  |  |  |  |  |  |  |  |  |
|  |  |  |  |  |  |  |  |  |  |  |  |              |              |              |              |              |              |  |  |              |              |              |              |              |              |  |  |                             |                             |                             |                             |                             |                             |  |  |                           |                           |                           |                           |                           |                           |  |  |                              |                              |                              |                              |                              |                              |  |  |                           |                           |                           |                           |                           |                           |  |  |  |  |  |  |  |  |  |  |  |  |
|  |  |  |  |  |  |  |  |  |  |  |  |              |              |              |              |              |              |  |  |              |              |              |              |              |              |  |  | Георги Анастасов            | Георги Анастасов            | Георги Анастасов            | Георги Анастасов            | Георги Анастасов            | Георги Анастасов            |  |  | Коста Янков (1888 – 1925) | Коста Янков (1888 – 1925) | Коста Янков (1888 – 1925) | Коста Янков (1888 – 1925) | Коста Янков (1888 – 1925) | Коста Янков (1888 – 1925) |  |  | Стела Благоева (1887 – 1954) | Стела Благоева (1887 – 1954) | Стела Благоева (1887 – 1954) | Стела Благоева (1887 – 1954) | Стела Благоева (1887 – 1954) | Стела Благоева (1887 – 1954) |  |  |                           |                           |                           |                           |                           |                           |  |  |  |  |  |  |  |  |  |  |  |  |
|  |  |  |  |  |  |  |  |  |  |  |  |              |              |              |              |              |              |  |  |              |              |              |              |              |              |  |  | Георги Анастасов            | Георги Анастасов            | Георги Анастасов            | Георги Анастасов            | Георги Анастасов            | Георги Анастасов            |  |  | Коста Янков (1888 – 1925) | Коста Янков (1888 – 1925) | Коста Янков (1888 – 1925) | Коста Янков (1888 – 1925) | Коста Янков (1888 – 1925) | Коста Янков (1888 – 1925) |  |  | Стела Благоева (1887 – 1954) | Стела Благоева (1887 – 1954) | Стела Благоева (1887 – 1954) | Стела Благоева (1887 – 1954) | Стела Благоева (1887 – 1954) | Стела Благоева (1887 – 1954) |  |  |                           |                           |                           |                           |                           |                           |  |  |  |  |  |  |  |  |  |  |  |  |